# I. e. 200
Évszázadok: i. e. 3. század – i. e. 2. század – i. e. 1. század
Évtizedek: i. e. 250-es évek – i. e. 240-es évek – i. e. 230-as évek – i. e. 220-as évek – i. e. 210-es évek – i. e. 200-as évek – i. e. 190-es évek – i. e. 180-as évek – i. e. 170-es évek – i. e. 160-as évek – i. e. 150-es évek
Évek: i. e. 205 – i. e. 204 – i. e. 203 – i. e. 202 –  i. e. 201 – i. e. 200 – i. e. 199 – i. e. 198 – i. e. 197 – i. e. 196 – i. e. 195

## Események

### Hellenisztikus birodalmak
- Az ötödik szíriai háborúban III. Antiokhosz szeleukida király a paneioni csatában döntő vereséget mér az egyiptomi Ptolemaidákra és megszállja Dél-Szíriát, valamint Palesztinát.
- Meghal I. Euthüdémosz görög-baktriai király. Utóda fia, I. Démétriosz.
- A krétai háborúban V. Philipposz makedón király a ladei csatában legyőzi a rodoszi flottát, majd végigpusztítja Pergamon partvidékét és Kária városait.
- Az akarnaniabeliek makedón támogatással betörnek Attikába, így az addig semleges Athén Philipposz ellenségeitől kér segítséget. I. Attalosz pergamoni király Athénba utazik, ahol találkozik Marcus Aemilius Lepidus római követtel is.
- Lepidus ultimátumot intéz Philipposzhoz, hogy függessze fel a háborúskodást a görög államokkal. A makedón uralkodó elutasítja az ultimátumot, mire Róma hadat üzen. Elkezdődik a második római-makedón háború.
- A P. Sulpicius consul vezette római hajóhad egyesül a pergamoni flottával és végigpusztítják a makedón partvidéket.

### Róma
- Publius Sulpicius Galba Maximust és Caius Aurelius Cottát választják consulnak.
- C. Aurelius consul a cremonai csatában legyőzi a lázadó gallokat.
- Rómában Bacchus tiszteletére kezdenek bacchanáliákat tartani (hozzávetőleges időpont).

## Kína
- Kao-cu császár hadjárat indít a hsziungnuk ellen, de a Paiteng-hegynél vereséget szenved.

## Születések
- Polübiosz, görög történetíró
- Csia Ji, kínai költő

## Halálozások
- I. Euthüdémosz görög-baktriai király

## Fordítás
- Ez a szócikk részben vagy egészben  a(z)   200 BC című angol Wikipédia-szócikk ezen változatának fordításán alapul.  Az eredeti cikk szerkesztőit annak laptörténete sorolja fel. Ez a jelzés csupán a megfogalmazás eredetét és a szerzői jogokat jelzi, nem szolgál a cikkben szereplő információk forrásmegjelöléseként.